# Radfeld

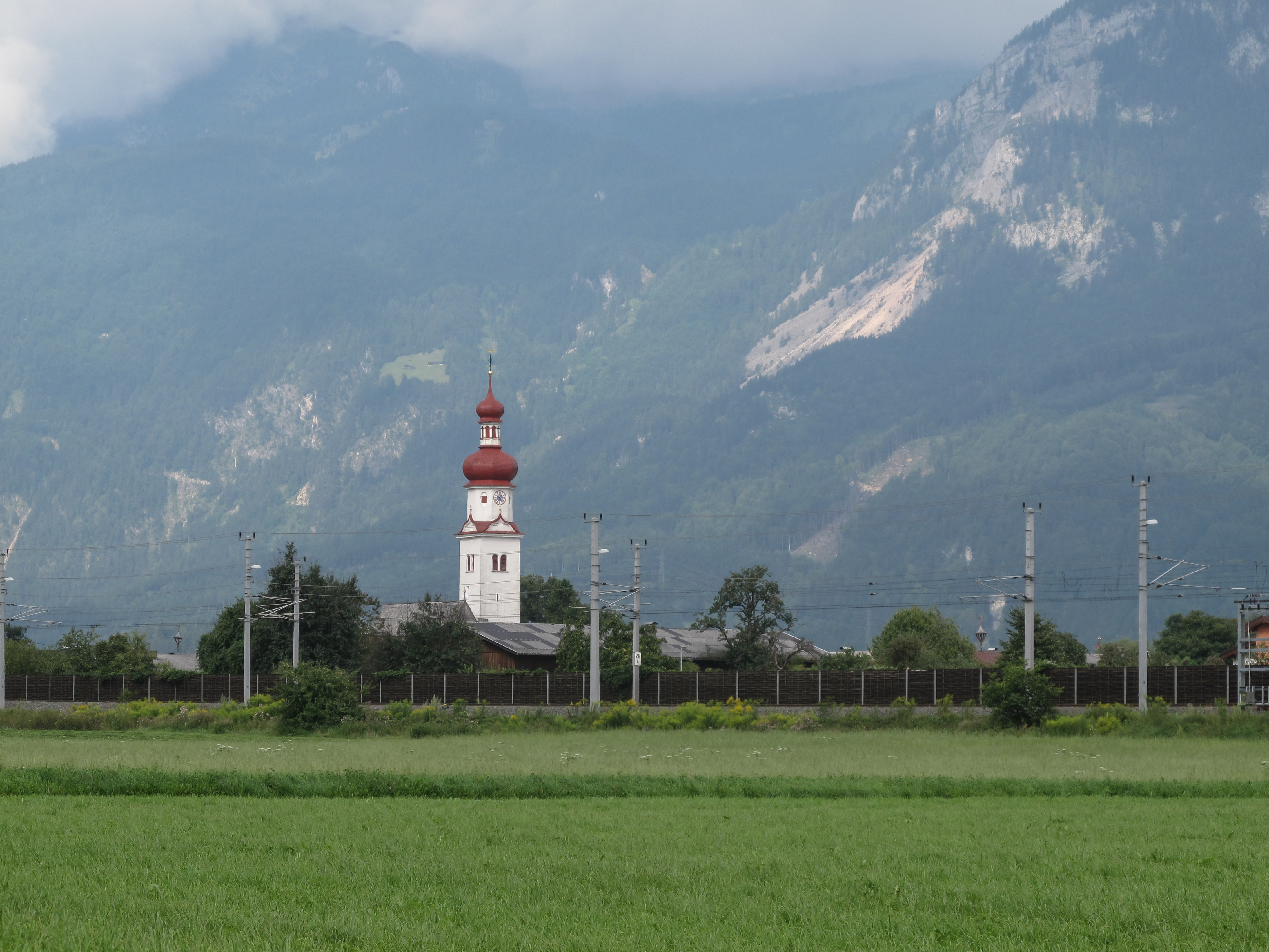
Radfeld, Landschaft mit Kirchturm

Radfeld ist eine Gemeinde mit 2542 Einwohnern (Stand 1. Jänner 2025) im Bezirk Kufstein, Tirol (Österreich). Die Gemeinde liegt im Gerichtsbezirk Rattenberg.

## Geographie
Radfeld liegt im Unterinntal und grenzt westlich direkt an die Stadt Rattenberg an. Die Siedlung hat den Charakter eines langgestreckten Reihendorfes.
Das Gemeindegebiet wird im Norden vom Inn begrenzt und umfasst im Wesentlichen das Einzugsgebietes des Maukenbaches. Vom Inntal in rund 500 Meter über dem Meer steigt das Land nach Süden bewaldet bis auf etwa 1500 Meter an. Die Fläche beträgt rund vierzehn Quadratkilometer. Davon ist die Hälfte bewaldet und ein Drittel wird landwirtschaftlich genutzt.

### Gemeindegliederung
| Katastralgemeinden  | Ortschaften in der Gemeinde           |
| ------------------- | ------------------------------------- |
| Radfeld (14,32 km²) | Radfeld (D) Maukenbach (ZH) Wies (ZH) |
| Legende             |                                       |

| In der Spalte Katastralgemeinden sind sämtliche Katastralgemeinden einer Gemeinde angeführt. In der Klammer ist die jeweilige Fläche in km² angegeben. |
| In der Spalte Ortschaften sind sämtliche von der Statistik Austria erfassten Siedlungen, die auch eine eigene Ortschaftskennziffer aufweisen, angeführt. In der Hierarchieebene derselben Spalte, rechts eingerückt, werden nur Ansiedlungen, die mindestens aus mehreren Häusern bestehen, dargestellt. Die wichtigsten der verwendeten Abkürzungen sind: - M = Hauptort der Gemeinde - Stt = Stadtteil - R = Rotte - W = Weiler - D = Dorf - ZH = Zerstreute Häuser - Sdlg = Siedlung - Hgr = Häusergruppe - E = Einzelgehöft (nur wenn sie eine eigene Ortschaftskennziffer haben) Die komplette Liste der Statistik Austria ist in: Topographische Siedlungskennzeichnung nach STAT Zu beachten ist, dass manche Orte unterschiedliche Schreibweisen haben können. So können sich Katastralgemeinden anders schreiben als gleichnamige Ortschaften bzw. Gemeinden. Quelle: Statistik Austria – |

### Nachbargemeinden
|            |                                             | Breitenbach am Inn ∗ Kundl |
| Kramsach ∗ | Kompassrose, die auf Nachbargemeinden zeigt |                            |
| Rattenberg | Brixlegg ∗∗                                 |                            |

∗ Am anderen Innufer
∗∗ Brixlegg liegt im Inntal hinter Rattenberg, grenzt im Bergland östlich von Rattenberg an

## Geschichte
Erstmals erscheint Radfeld 788 unter dem Namen Ratefelden und 790 als Ratfeld, und zwar als Eigenkirche des Erzstifts Salzburg. Der Name des Ortes geht auf ‚Feld des Ratboto‘ zurück, der ein altbayrischer Adliger entweder aus dem Geschlecht der Rapotonen oder der Aribonen war. Im Gebiet um Radfeld spielte die Landwirtschaft immer schon eine große Rolle und war lange Zeit die Haupteinnahmequelle für die Bevölkerung. So wurden die ersten Gasthäuser erst um 1850 erwähnt, 1925 wurde die erste Fremdenpension eröffnet. Die ersten Handwerker erscheinen nach 1911.

### Einwohnerentwicklung
Die Bevölkerungszahl nimmt stark zu, da sowohl Geburtenbilanz als auch Wanderungsbilanz positiv sind.

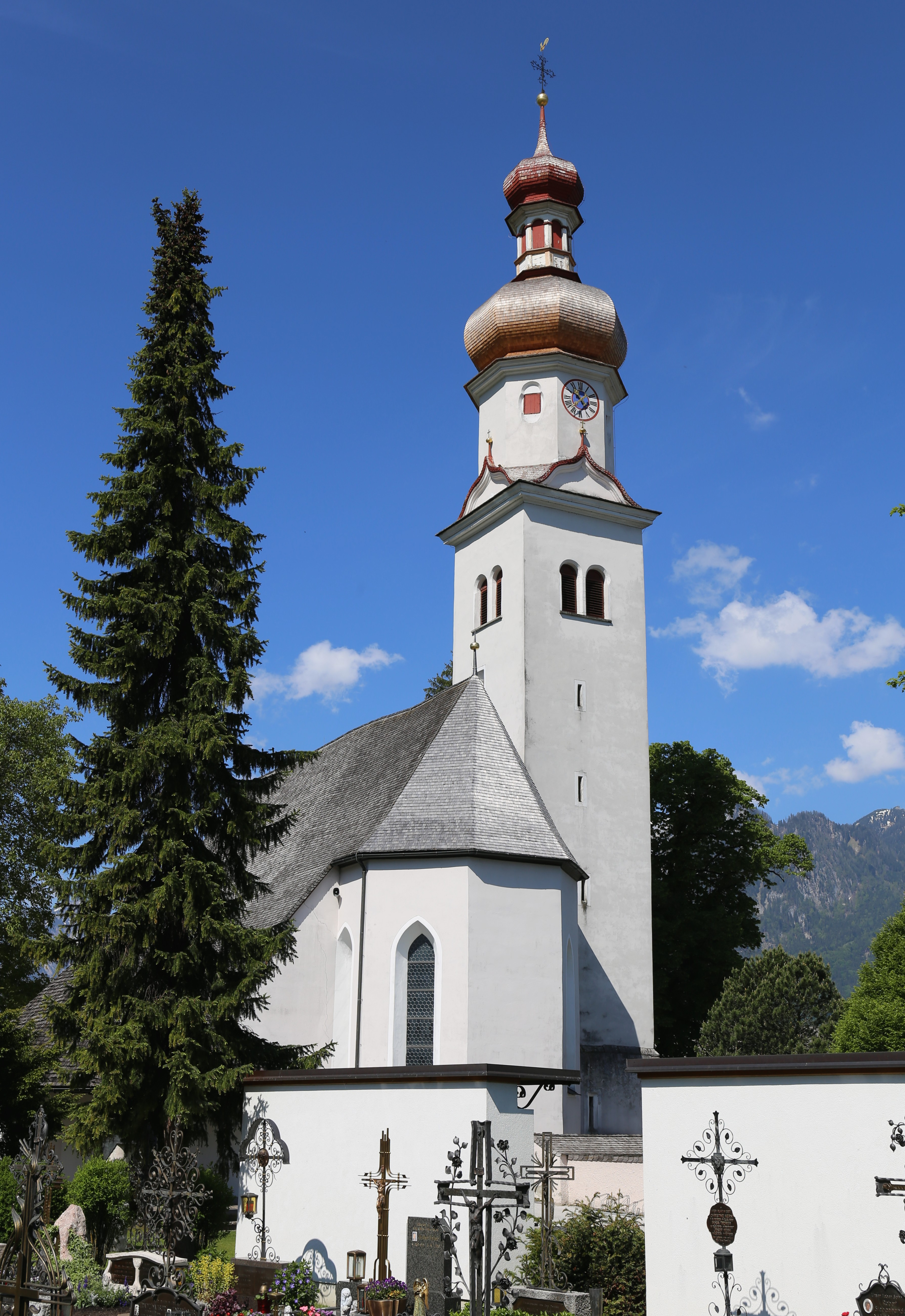
Filialkirche hl. Briccius

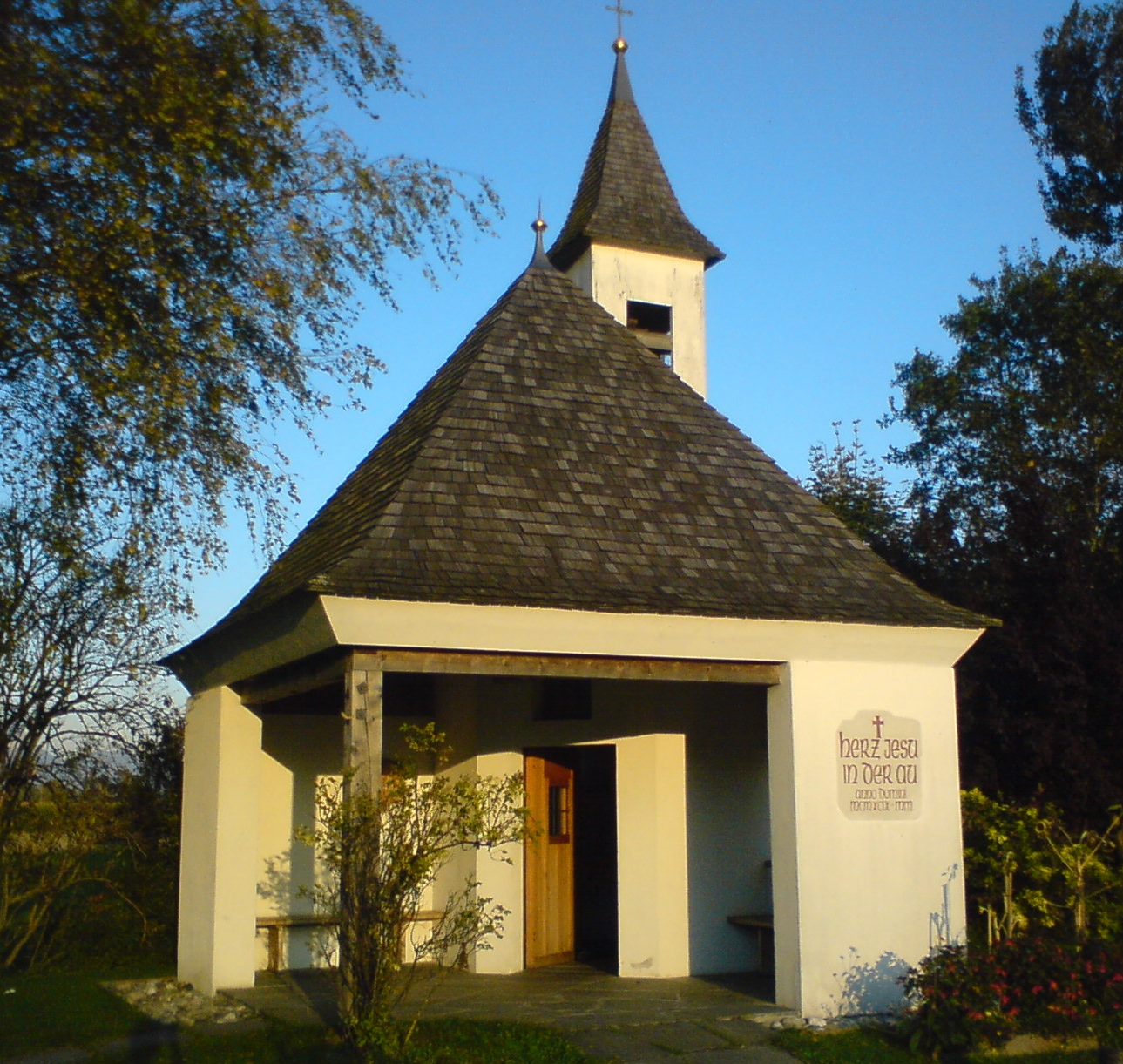
Schützenkapelle in der Au / Herz-Jesu-Kapelle

| Radfeld: Einwohnerzahlen von 1869 bis 2024          | Radfeld: Einwohnerzahlen von 1869 bis 2024 | Radfeld: Einwohnerzahlen von 1869 bis 2024 | Radfeld: Einwohnerzahlen von 1869 bis 2024 | Radfeld: Einwohnerzahlen von 1869 bis 2024 |
| --------------------------------------------------- | ------------------------------------------ | ------------------------------------------ | ------------------------------------------ | ------------------------------------------ |
| Jahr                                                |                                            |                                            |                                            | Einwohner                                  |
| 1869                                                | 1869                                       |                                            | 338                                        | 338                                        |
| 1880                                                | 1880                                       |                                            | 293                                        | 293                                        |
| 1890                                                | 1890                                       |                                            | 310                                        | 310                                        |
| 1900                                                | 1900                                       |                                            | 339                                        | 339                                        |
| 1910                                                | 1910                                       |                                            | 398                                        | 398                                        |
| 1923                                                | 1923                                       |                                            | 452                                        | 452                                        |
| 1934                                                | 1934                                       |                                            | 505                                        | 505                                        |
| 1939                                                | 1939                                       |                                            | 461                                        | 461                                        |
| 1951                                                | 1951                                       |                                            | 625                                        | 625                                        |
| 1961                                                | 1961                                       |                                            | 850                                        | 850                                        |
| 1971                                                | 1971                                       |                                            | 1.149                                      | 1.149                                      |
| 1981                                                | 1981                                       |                                            | 1.471                                      | 1.471                                      |
| 1991                                                | 1991                                       |                                            | 1.575                                      | 1.575                                      |
| 2001                                                | 2001                                       |                                            | 2.016                                      | 2.016                                      |
| 2011                                                | 2011                                       |                                            | 2.295                                      | 2.295                                      |
| 2021                                                | 2021                                       |                                            | 2.555                                      | 2.555                                      |
| 2024                                                | 2024                                       |                                            | 2.576                                      | 2.576                                      |
| Quelle(n): Statistik Austria, Gebietsstand 1.1.2021 |                                            |                                            |                                            |                                            |

## Kultur und Sehenswürdigkeiten
- Kath. Filialkirche Hl. Briccius
- Schützenkapelle in der Au / Herz-Jesu-Kapelle
- Auflegerkapelle
- Stadtbergkapelle/Schlossbergkapelle
- Pestsäule
- Bildstock Hl. Johannes Nepomuk
- Kundler Tor und Reste der Stadtmauer der Nachbargemeinde Rattenberg

## Wirtschaft und Infrastruktur
In letzter Zeit unterlag Radfeld einem großen Bevölkerungswachstum und reger Bautätigkeit.

### Wirtschaftssektoren
Von den 26 landwirtschaftlichen Betrieben des Jahres 2010 wurden 18 im Haupt-, sechs im Nebenerwerb und zwei von juristischen Personen geführt. Diese zwei bewirtschafteten 59 Prozent der Flächen. Im Produktionssektor arbeiteten 517 Erwerbstätige im Bereich Warenherstellung, sechzig in der Bauwirtschaft und zwölf im Bereich Wasserver- und Abfallentsorgung. Die größten Arbeitgeber im Dienstleistungssektor waren die Bereiche Verkehr (344), soziale und öffentliche Dienste (58) und Handel (56 Erwerbstätige).
| Wirtschaftssektor            | Anzahl Betriebe | Anzahl Betriebe | Erwerbstätige | Erwerbstätige |
| Wirtschaftssektor            | 2011            | 2001            | 2011          | 2001          |
| ---------------------------- | --------------- | --------------- | ------------- | ------------- |
| Land- und Forstwirtschaft 1) | 26              | 35              | 27            | 24            |
| Produktion                   | 31              | 28              | 589           | 638           |
| Dienstleistung               | 101             | 76              | 556           | 800           |

1) Betriebe mit Fläche in den Jahren 2010 und 1999

### Arbeitsmarkt, Pendeln
Durch die Neuansiedlung mehrerer Betriebe ist Radfeld zu einer Einpendlergemeinde geworden. Von den 1134 Erwerbstätigen, die 2011 in Radfeld wohnten, arbeiteten 225 in der Gemeinde, achtzig Prozent pendelten aus. Aus den umliegenden Gemeinden kamen 947 Menschen zur Arbeit nach Radfeld.

### Infrastruktureinrichtungen
Bedingt durch die Beengtheit der bebaubaren Fläche der Nachbargemeinde Rattenberg, deren Siedlungsfläche nur etwa zur Hälfte innerhalb der Gemeindegrenze liegt, befinden sich mehrere Infrastruktureinrichtungen auf Radfelder Gemeindegebiet. Dies sind u. a. Kindergarten, Feuerwehr, Friedhof, Sportplatz, Bahnhaltestelle und mehrere Parkplätze, aber auch das „Kundler Tor“ und Reste der Stadtmauer.

### Verkehr
Verkehrsmäßig ist Radfeld über die Ausfahrt Kramsach der Inntalautobahn und die Haltestelle Rattenberg-Kramsach der Unterinntalbahn angeschlossen. Die Tiroler Straße führt südlich des Dorfes durch das Gemeindegebiet.

## Politik

### Gemeinderat
In den Gemeinderat werden 15 Mandatare gewählt:
| Partei                                                                        | 2022  | 2022    | 2016  | 2016    | 2010  | 2010    |
| Partei                                                                        | %     | Mandate | %     | Mandate | %     | Mandate |
| ----------------------------------------------------------------------------- | ----- | ------- | ----- | ------- | ----- | ------- |
| Zukunft für Radfeld (ZFR)                                                     | 63,48 | 10      | 59,41 | 9       | 45,98 | 7       |
| Allgemeine Radfelder Liste (ARL)                                              | 29,46 | 4       | 31,26 | 5       | 38,98 | 6       |
| Parteiunabhängige Radfelder-innen – Liste für ein modernes Radfeld (RADFELDA) | 7,06  | 1       |       |         |       |         |
| Radfelder Gemeinschaftsliste                                                  |       |         | 9,33  | 1       | 15,04 | 2       |

### Bürgermeister
- 19??–1992 Johann Gasteiger
- 1992–2010 Erich Laiminger
- seit 2010 Josef Auer

### Wappen
Folgendes Wappen wurde der Gemeinde 1947 verliehen: In einem silbernen geteilten Schild unten auf grünem Feld ein gesplittertes Radstück mit drei Speichen, oben der golden gekrönte rote Adler mit grünem Kranze.
Das Wappen symbolisiert als redendes Wappen den Gemeindenamen.

## Persönlichkeiten

### Söhne und Töchter der Gemeinde
- Johann Georg Leitner (1888–1969), Landwirt und Politiker (ÖVP), Abgeordneter zum Tiroler Landtag 1945–1949[14]